# Hendrik Koot

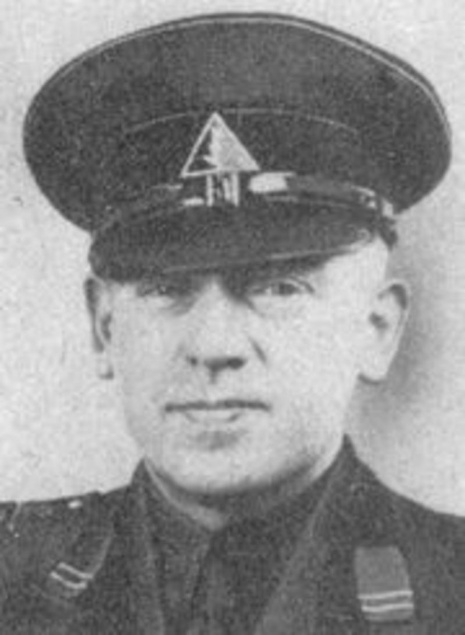
Hendrik Koot, 1940

Hendrik Evert Koot (* 5. April 1898 in Amsterdam; † 14. Februar 1941 ebenda) war ein niederländischer Kollaborateur mit den deutschen Besatzern im Zweiten Weltkrieg. Er war Mitglied der WA, des paramilitärischen Verbandes der NSB. Nach seinem gewaltsamen Tod kam es im jüdischen Viertel Amsterdams zu deutschen Vergeltungsmaßnahmen, die ihrerseits nach einigen Tagen den Februarstreik auslösten.

## Biografische Angaben
Hendrik Koot wuchs in Amsterdam auf. 1935 trat er zusammen mit seiner Frau Elisabeth van Groningen der Nationaal-Socialistische Beweging (NSB) bei. Das Paar hatte acht Kinder, die beiden ältesten fuhren zur See. Der älteste Sohn kämpfte auf Seiten der Alliierten, der zweitälteste kam erst nach dem Krieg zurück. Alle anderen wurden Mitglieder faschistischer oder nationalsozialistischer Organisationen: zwei Söhne gingen zur SS, einer zum Niederländischen Landsturm, einer zum NJS, der nach dem Vorbild der Hitlerjugend aufgebaut war. Einige Zeit arbeitete Hendrik Koot in der Firma des jüdischen Diamantenhändlers Abraham Asscher. Nach seinem Tod heiratete seine Witwe einen anderen WA-Mann. Bis 1941 erreichte Koot den Rang eines Opperwachtmeester, den höchsten Rang als Unteroffizier.

## Koots Tod und die Folgen

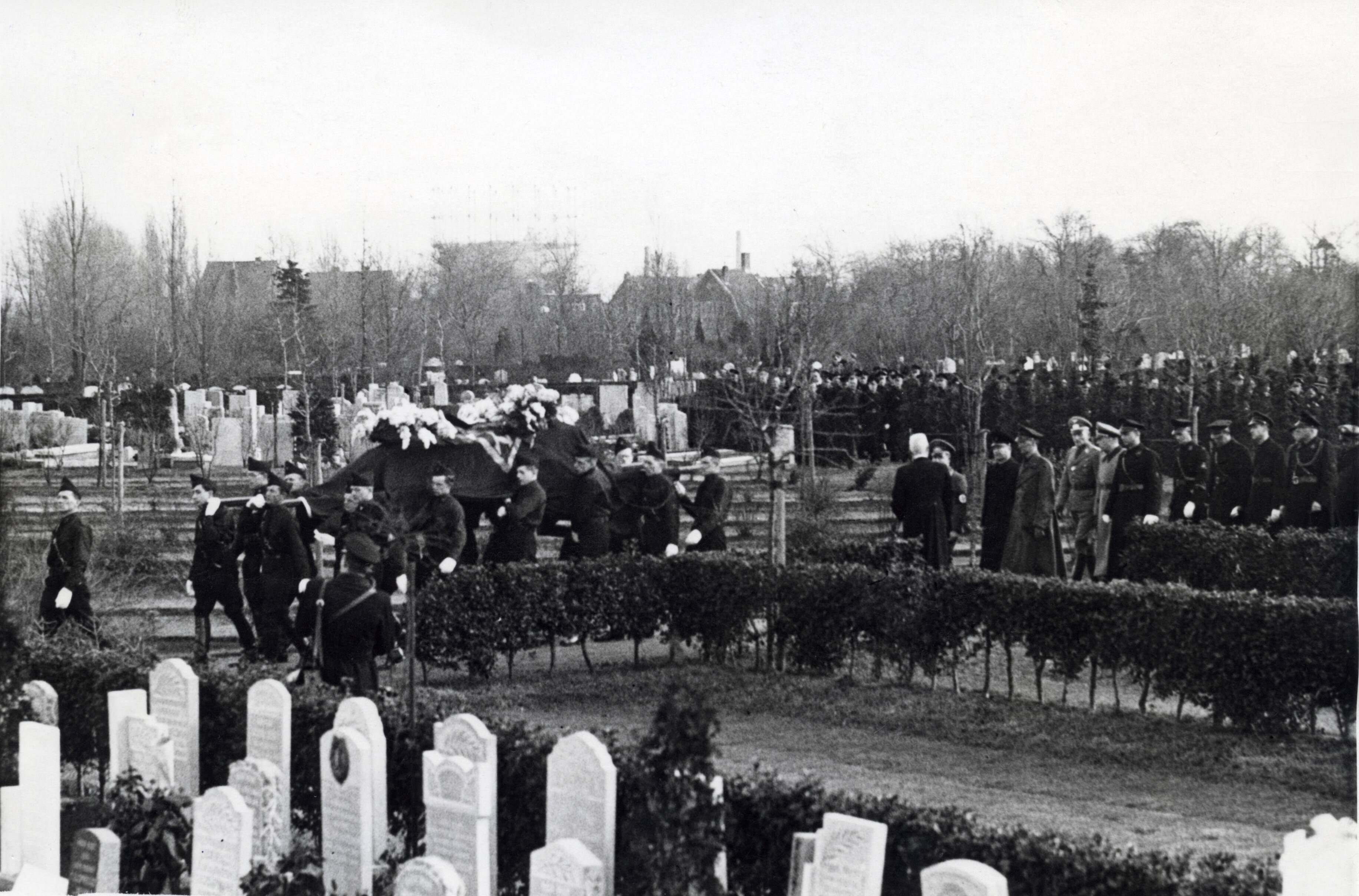
Begräbnis Hendrik Koots in Zorgvlied, 17. Februar 1941

Unmittelbar nach der deutschen Besetzung der Niederlande traten antijüdische Maßnahmen in Kraft. Hanns Albin Rauter, SS- und Polizeiführer in den Niederlanden, stellte Schlägertruppen zusammen, die gewalttätig gegen Juden vorgingen, um öffentlichen Widerstand gegen die Staatsgewalt zu provozieren. Andererseits hatte Hans Böhmcker, Stellvertreter von Arthur Seyß-Inquart, den WA-Männern verboten, von Juden bewohnte Quartiere zu betreten.
Diesem Befehl widersetzte sich Koot und betrat mit etwa 40 WA-Männern, darunter einem seiner Söhne, am 11. Februar 1941 nachmittags die Gegend um den Waterlooplein, wo er von einem jüdischen Knokploeg (Schlägergruppe) verwundet wurde und drei Tage darauf starb. Rauter verfasste darüber in der NSB-Parteizeitung Volk en Vaderland eine blutrünstige Darstellung und schrieb, dass „ein Jude die Arterie des Opfers aufriss und das Blut aussaugte“, eine Anspielung auf die mittelalterliche Ritualmordlegende. Der Historiker Jacques Presser sieht diese und ähnliche Stellen eher als Hinweis auf die Bestialität der Nationalsozialisten denn als Beschreibung der eigentlichen Tatsachen. Nach dem Polizeibericht vom 18. Februar 1941 sei Koot durch einen Schlag mit einem schweren Gegenstand auf den Kopf verwundet worden. Die Widerstandszeitung Het Parool veröffentlichte am 25. Februar 1941 eine Meldung über diesen Polizeibericht. Nach Koots Tod am 14. Februar fand die Beerdigung am 17. Februar auf dem Prominentenfriedhof Zorgvlied statt, an der 2000 Nationalsozialisten teilnahmen, wobei Koots Grab mit Wolfsangeln versehen wurde. Schon am 12. Februar war auf Befehl von Böhmcker der Judenrat Amsterdam gegründet worden. Nachdem bei einem Sturm auf eine Eisdiele im jüdischen Viertel eine Patrouille der deutschen Ordnungspolizei verwundet worden war und daraufhin 425 jüdische Männer im Alter zwischen 20 und 35 Jahren verhaftet und nach Buchenwald und Mauthausen deportiert wurden, kam es vom 24. bis zum 27. Februar mit Unterstützung der kommunistischen Partei zum Februarstreik.